# Temple de Bêl (Palmyre)
Ne doit pas être confondu avec Temple de Baalshamin ou Temple of Baal.
Le temple de Bêl est un monument hellénistique de la cité de Palmyre en Syrie consacré au dieu Bêl. Construit en 32, il montrait un plan typique des temples du Moyen-Orient, tandis que les façades étaient purement de style grec ou romain. Le 30 août 2015, le site a été détruit à l'explosif par l'État islamique, alors qu'il s'agissait de l'un des temples les mieux conservés de Syrie. 

## Localisation sur le site de Palmyre

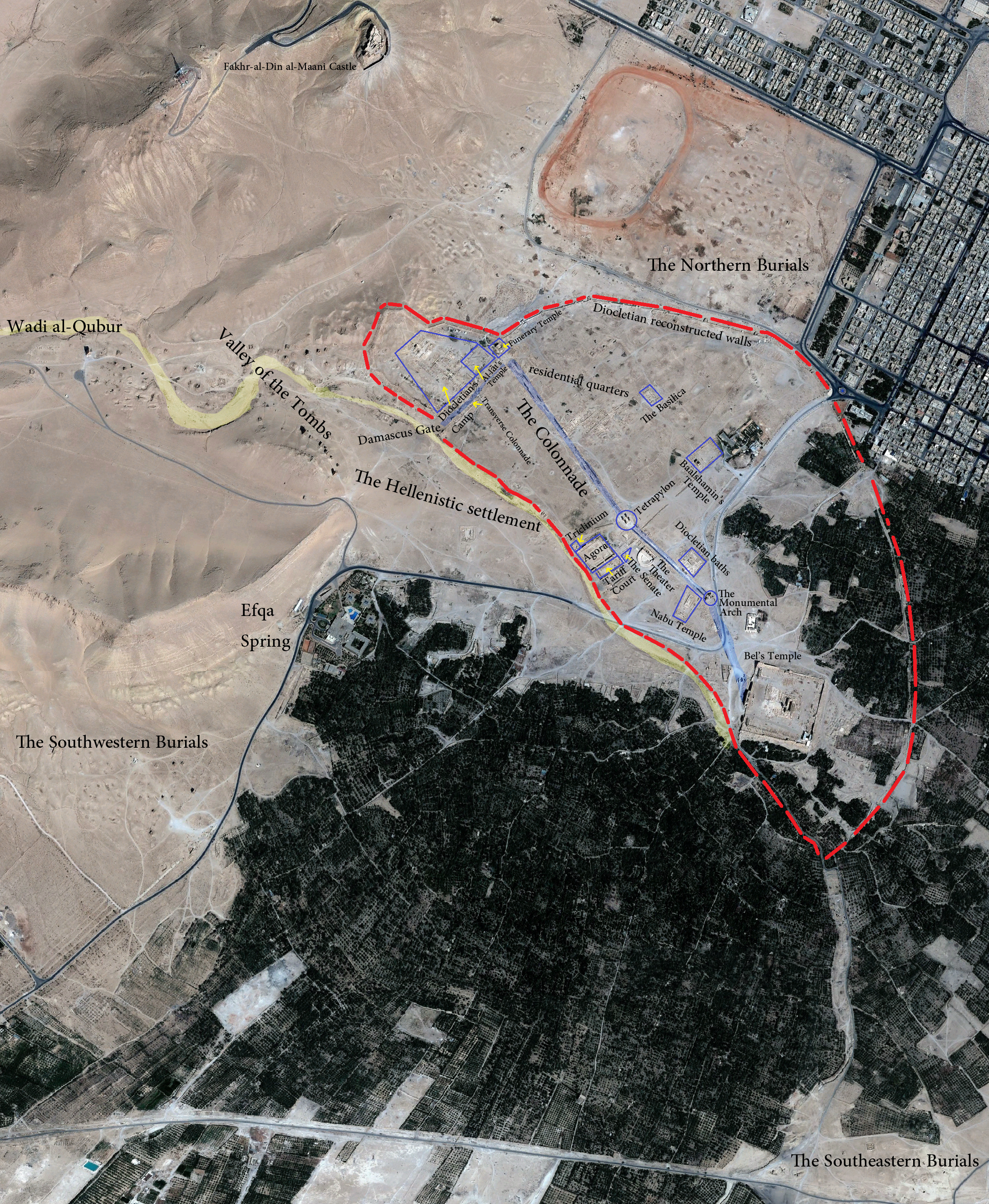
Plan de Palmyre effectué en superposition d'une vue aérienne. Le temple de Bêl apparaît au bas à droite de la zone délimitée par un pointillé rouge ; celle-ci figurant l'ensemble du complexe urbain de l'ancienne Palmyre.

Le site de la Palmyre antique est situé au sud-ouest de Tadmor, la ville contemporaine. Le complexe urbain ancien est également côtoyé par la vallée des tombes à l'ouest et situé au sud de la nécropole, dite nécropole nord,.

Au sein de l'ancienne Palmyre, le Temple de Bêl se situe à l'extrémité sud-est de cette dernière. En outre, l'emplacement du sanctuaire dédié à Bêl est distant d'environ 100 m du temple de Nabû et aux alentours de 500 m de son homologue honorant Baalshamin,.

De facto, nous possédons donc une vue d'ensemble du site antique de Palmyre par le biais de laquelle on peut mettre en relief quatre zones "fonctionnelles" différentes et identifiables :
- la vallée des tombes à l'ouest — nécropole constituée de tour-tombeaux, ou mausolées, réservée à l'élite nobiliaire palmyréenne — ;
- la zone d'habitat, au centre ;
- la nécropole nord, située au point cardinal éponyme ;
- et enfin le complexe cultuel sis à l'est et au sud-est[3],[4],[5].

Ce dernier se présente grossièrement tel un triangle rectangle dont chaque sommet coïnciderait avec l'un des trois sanctuaires évoqués ci-dessus,,.
Pour conclure, il est significatif d'observer que le temple de Bêl s'inscrit au niveau de l'entrée, celui-ci prenant incidemment place derrière l'arche monumentale qui fait office de porte d'accès à la ville antique.

## Le culte de Bêl à Palmyre
Nous l'avons précédemment mentionné, le temple dédié au dieu Bêl est situé à proximité de l'arche monumentale demeurant le point d'accès essentiel de la ville antique de Palmyre ; cet indice souligne l'importance, voire la prééminence de la divinité au sein de la hiérarchie panthéonique palmyréenne,. Cette assertion est corroborée par trois points :
- les ouvrages écrits de Pline, évoquant la dominante divine majeure figurée par Baal au sein de la cité palmyréenne — toutefois cette dernière est disputée par le dieu Baalshamin — ;
- l'inscription votive gravée sur l'un des éléments du sanctuaire et mettant en évidence que le sanctuaire édifié en l'honneur de Baal, louant la grandeur de celui-ci ;
- la statuaire palmyréenne mise au jour, soulignant l'importance que revêt le dieu susmentionné[4],[6].

Il faut cependant apporter une nuance à ce constat. De facto, en dépit du statut du dieu proche-oriental présentant celui-ci comme une figure majeure dans le panthéon de la ville antique, Baal n'est pas l'unique divinité palmyréenne; celui-ci, en regard de cette même statuaire précédemment mentionnée, est souvent associé à Baalshamin (autre figure divine majeure), à Iarhibôl et d'autre part, à Aglibôl et Malakbêl,.

Il est également notable qu'un troisième temple vienne s'adjoindre à ceux respectivement dédiés à Baal et Baalshamin, et ce, au sein de la cité antique; en l'occurrence le Temple cultuel de Nabû,,.

En outre, Baal, à l'instar de Bel (rappelons ici que ces deux termes sont employés pour désigner la divinité à laquelle le temple, dont on présente le propos, est dédié,,), est un élément théonymique que l'on peut qualifier de générique, à contrario d'un théonyme à part entière — tel que Baalshamin, entre autres —. Celui-ci peut se traduire par maître de; il est par ailleurs, de même que Bel, très fréquemment associé à des adjonctifs (ou suffixes)) également à caractère théonymique — tels que Marduk, Ishtar ou encore Nergal, lesquels se présentent au sein de la Mésopotamie antique comme étant des divinités locales et/ou autochtones —. Incidemment, ces derniers indices pourraient suggérer une forme de dévotion à un dieu omnipotent, dont les attributions divines seraient globales et le plaçant hiérarchiquement au sommet du panthéon palmyréen, sans être néanmoins clairement identifié.

De récentes fouilles mettant au jour des inscriptions antiques découvertes aux in situ du Temple de Baalshamin et également au sein du Temple d'Allat, nous permettraient de fournir une explication et un argument de taille venant étayer le postulat énoncé ci-dessus. De fait, lesdites inscriptions mettent en lumière que les prêtres officiant au temple de Bêl, ont pris position, au terme de l'édification de ce dernier, d'unifier en une seule et même divinité — en l'occurrence Baal ou Bel —, l'ensemble du panthéon palmyréen autochtone ayant cours depuis la fondation de la cité antique.

## Histoire du temple

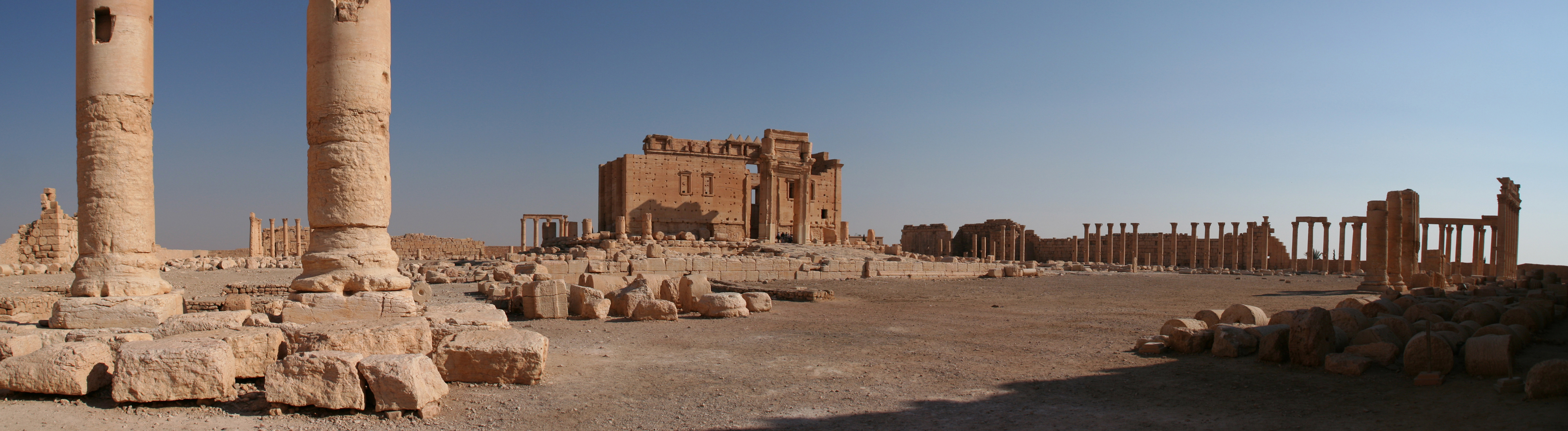
Ruines du temple en décembre 2008

La ville antique de Palmyre, qui est connue bien en aval de la dynastie des Séleucides, prend son essor sous le règne de cette dernière. Elle apparaît comme un centre urbanisé prospère — point de passage et de croisement de routes commerciales antiques —, par lequel transitent caravaniers et marchands. Passée sous tutelle romaine, la ville est rapidement rattachée à la Province de Syrie, au cours de l'exercice du pouvoir de l'empereur Tibère — 14-37 apr. J.-C. — C'est dans ce contexte, et sous l'impulsion de ce dernier, que débute l'édification du Temple de Bêl au commencement du Ier siècle. Une inscription votive liée au culte de Bêl, met en évidence une assignation chronologique du sanctuaire à l'année 32 apr. J.-C. Cependant, cet indice serait à rapporter à une première phase de construction,.
Dans les faits, l'expertise archéologique a permis d'appréhender et de délimiter cette 1re phase à la seule édification du bâtiment votif central lui-même. Outre la conclusion de la construction du bâtiment central du sanctuaire, la date notable de 32 apr. J.-C., marque également l'accession de la ville de Palmyre à un statut de ville romaine.
Au demeurant, des analyses chronologiques poussées, effectuées sur des fragments archéologiques du temple, fondent à prouver que le temple est par la suite érigé en plusieurs phases successives, lesquelles s'échelonnent au cours du Ier siècle et du IIe siècle apr. J.-C..

Dans un second temps, le portique interne dont la cella se dote, est érigé au cours de la domination romaine des Antonins.

Par la suite, entre les années 80 et 120 apr. J.-C., le mur d'enceinte de l'aire sacrée — l'espace dans lequel est sise la cella — se voit être mis en œuvre et parvient à son terme.

Dans cette même période, le temple, et par extension la ville, bénéficie de la « bienveillance » des différents empereurs romains, tour à tour exerçant leur pouvoir. En revanche, le site urbain antique subit une première mise à mal sous le règne de la dynastie des Sassanides ; puis une seconde lors du soulèvement et la prééminence de Zénobie; et enfin une troisième au cours de la mise à sac de Palmyre par l'empereur romain Aurélien en 272 apr. J.-C.. Cependant, en regard de ces évènements, le sanctuaire dédié à Bêl, nous est parvenu jusqu'à notre époque contemporaine dans un état d'une remarquable conservation.

### Site archéologique

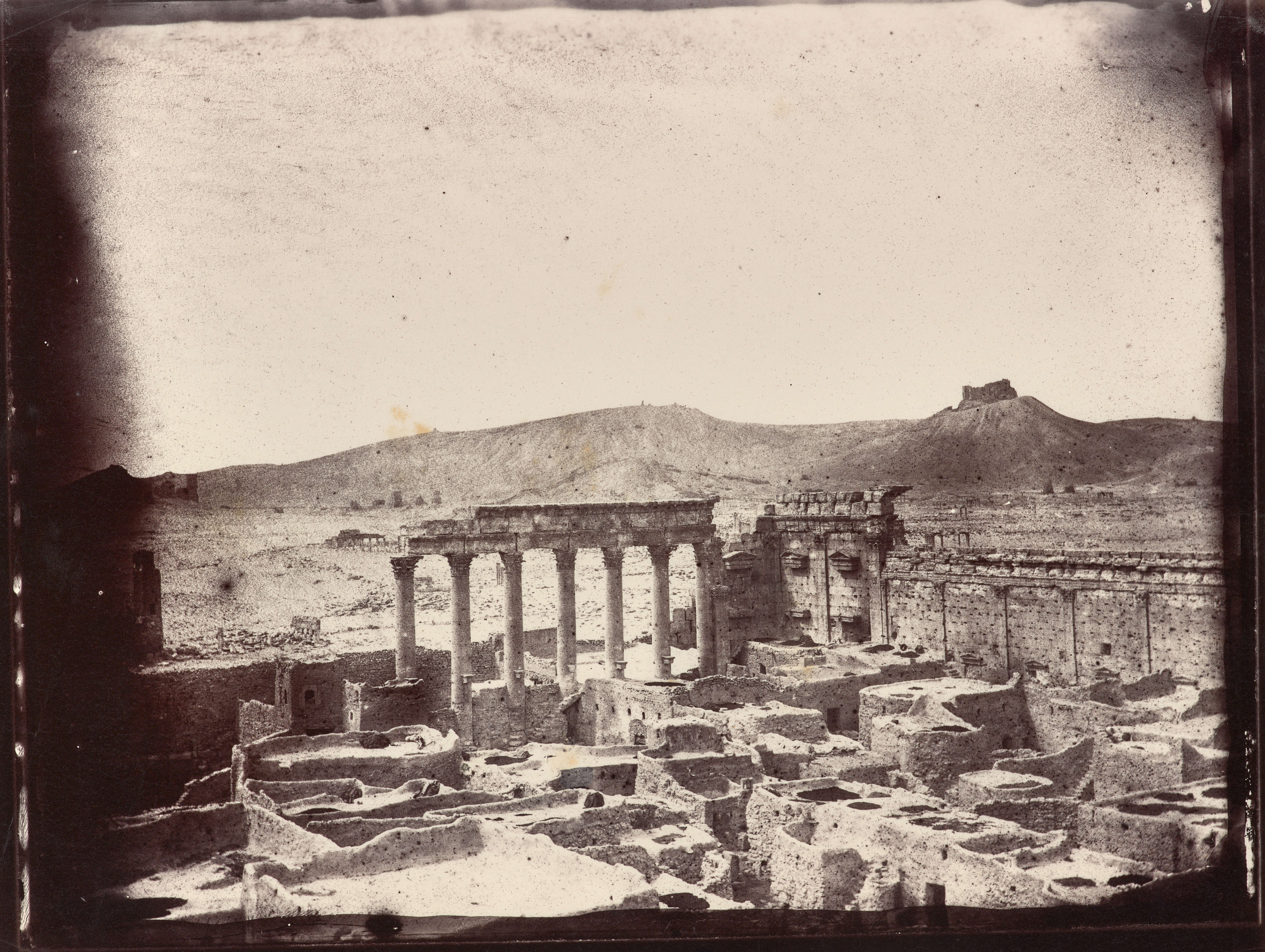
Temple de Bêl, photographie de Louis Vignes, 1864.

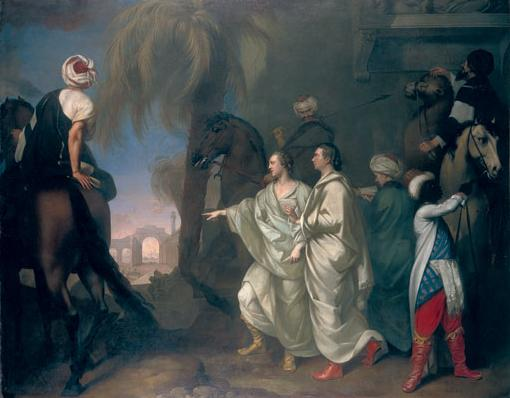
Les voyageurs et hommes politiques Robert Wood et James Dawkins découvrant les ruines de Palmyre (huile de Gavin Hamilton, 1757.

Le Temple de Bêl est découvert de manière fortuite par des voyageurs au cours du XVIIe siècle. Au milieu du XVIIIe siècle, grâce à une expédition archéologique entreprise par les britanniques Robert Wood (1717 - 1771) et James Dawkins (en) (1696 - 1766), des croquis, représentant le site sont réalisés. Ces dessins mettent en évidence des vestiges de grande ampleur qui, jusque-là, étaient considérés comme une simple rumeur. Le dégagement de l'édifice est effectué au cours des années 1930, permettant la remise en valeur de l'intégralité de l'édifice dédié à Bêl et du Temple de Baalshamin, ainsi que d'une grande partie du site urbain antique de Palmyre,. Le temple était enserré dans le maillage urbain très dense de l’agglomération musulmane de Tadmor et sa conversion en mosquée dès le XIIe siècle en avait préservé la cella. Les observations et relevés effectués par les missions archéologique françaises permettent d'en retracer l'historique depuis l'abandon des cultes païens : transformé en église dès le Ve siècle, le sanctuaire devient une mosquée après la conquête de la ville par les Arabes, mais les traces de cette seconde transformation sont perdues dans celles de la rénovation entreprise après un grand tremblement de terre mentionné par les chroniqueurs au Xe siècle. C'est à la suite du séisme qu'une grande partie des structures monumentales s'effondrent et notamment les poutres reliant la colonnade aux murs de la cella et le toit de cette dernière. La nouvelle mosquée permettra aux vestiges de parvenir intacts jusqu'à nos jours car ce changement d'usage ne s'accompagnera pas de transformations majeures.

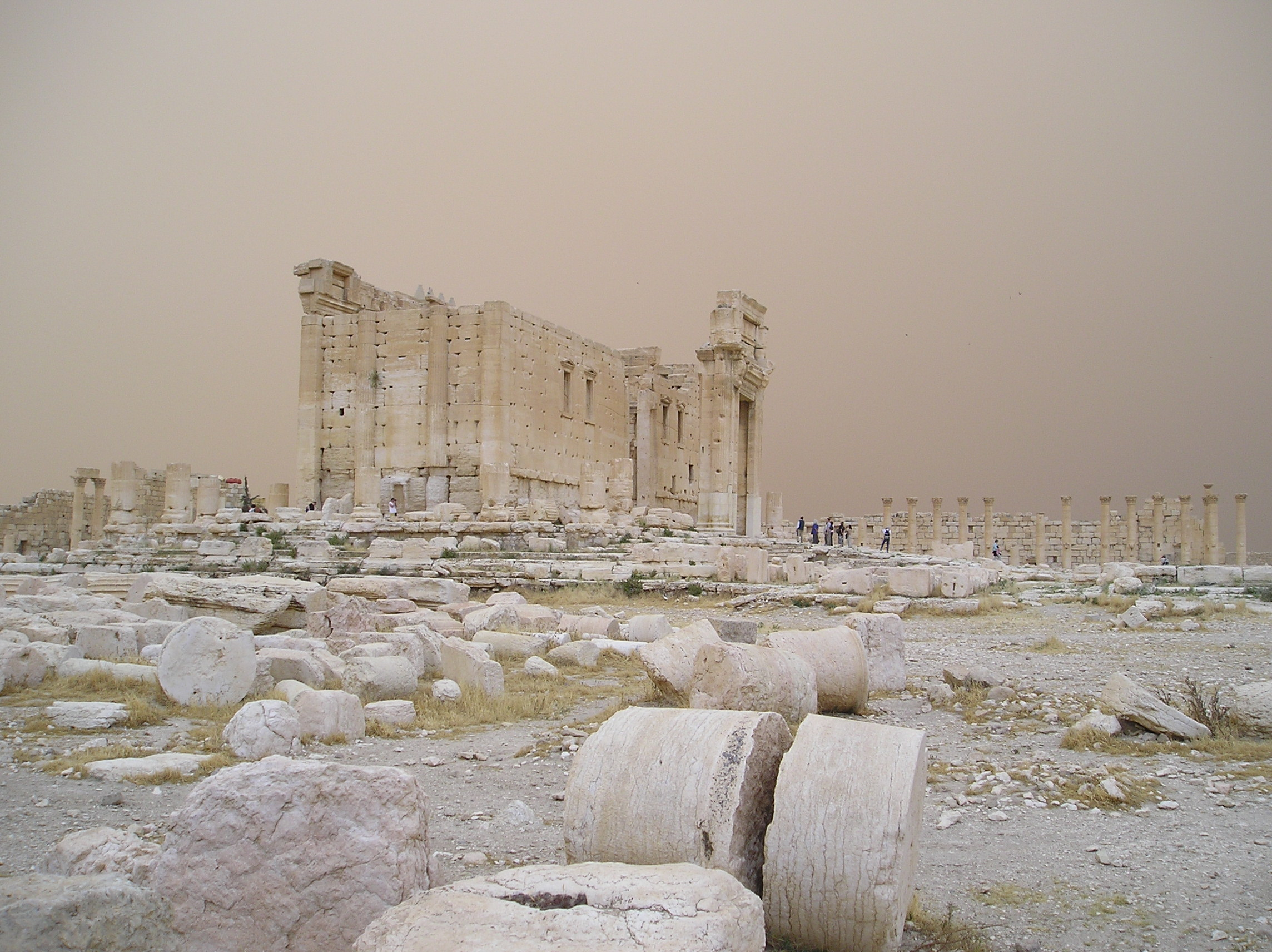
Tempête de sable sur le site en 2004.

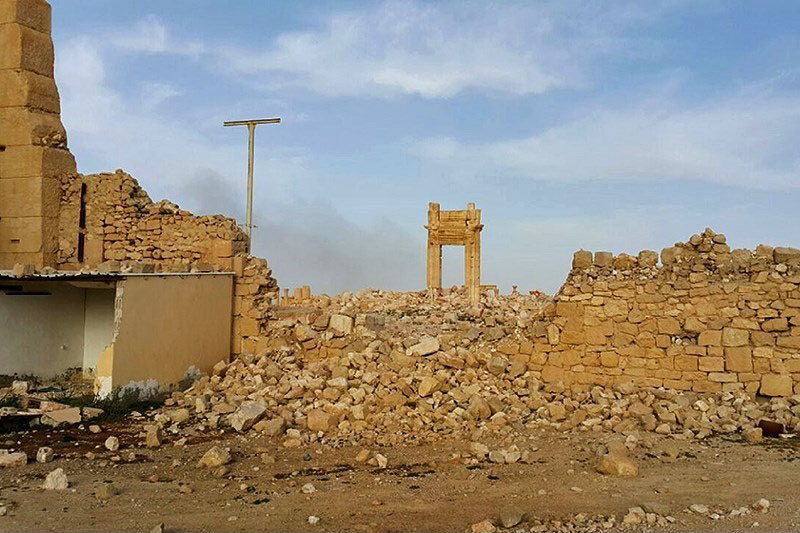
Reste de temple après sa destruction par l'État islamique en 2015.

En août 2015, le temple est détruit par les djihadistes de l’organisation État islamique, qui contrôlent la ville depuis la bataille de Palmyre dans le cadre de la guerre civile syrienne.
La reprise de la ville par les forces gouvernementales syriennes est appuyée par l'armée russe en mars 2016 qui transmet quelques vidéos et photographies du site. Elles confirment une destruction à l’explosif, mais la majorité des blocs monumentaux semblent en place et non dispersés. Les bases du thalamos « nord » sont encore visibles et les fûts des colonnes sont identifiables. De même, une grande partie des blocs de soutènement et les linteaux des fenêtres ne semblent pas fragmentés, permettant l'hypothèse d'une possible reconstruction future.

## Description

### Style architectural aux influences multiples

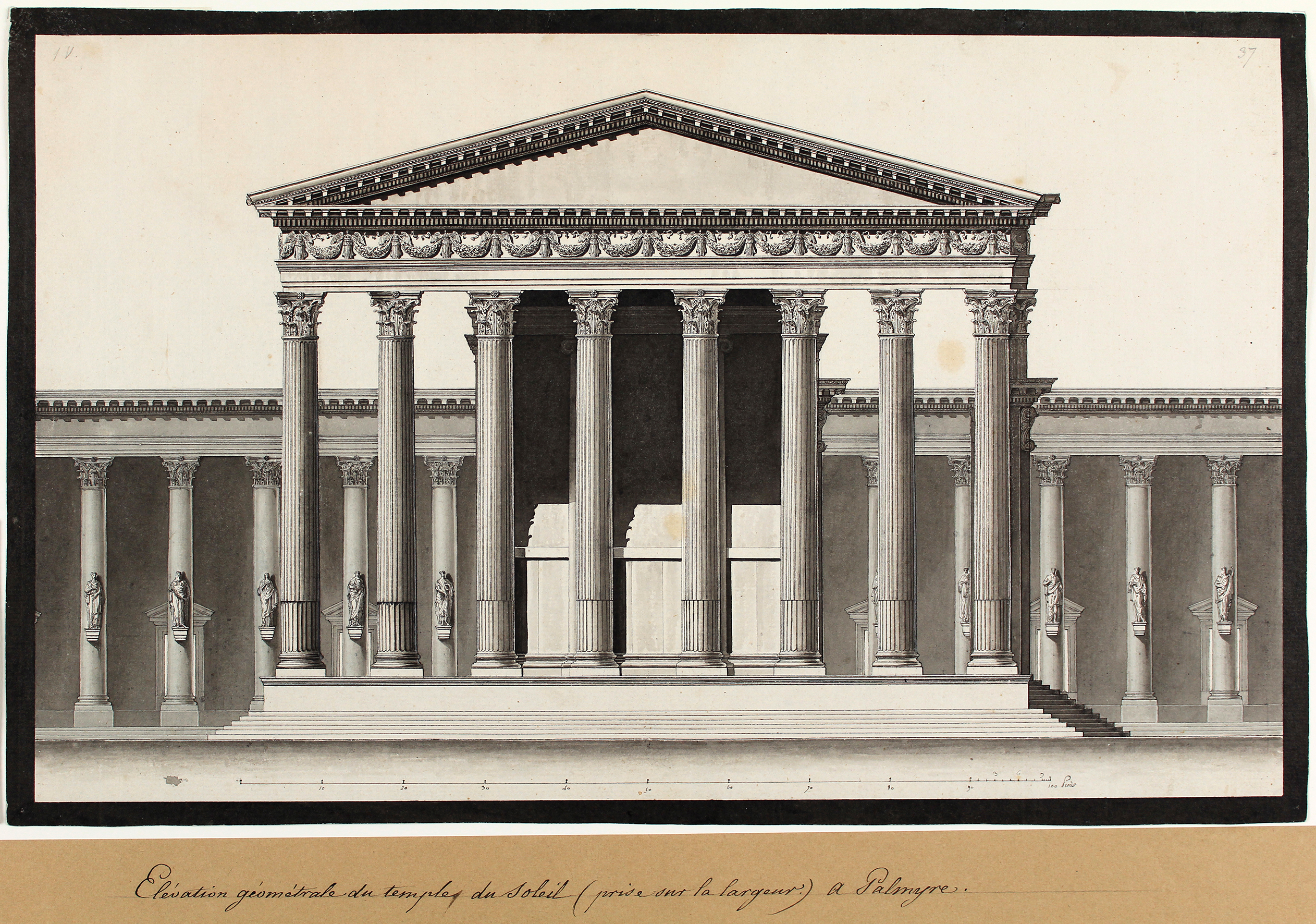
Estampe de Cassas représentant le temple tel qu'il devait apparaître au IIe siècle.

Globalement, l'architecture du temple se caractérise par la synthèse d'une stylistique gréco-romaine et d'un style architectural typiquement proche-oriental.
Dans une moindre mesure, la conception d'édification et de mise en œuvre du bâtiment religieux, est également empreinte d'une influence perse, ce que l'on peut d'autre part corréler par le biais historique de la cité antique de Palmyre,.

Nonobstant ces différentes influences et/ou emprunts, l'édifice religieux affiche toutefois une impression générale d'harmonie,.

### La cour externe
Le temple est édifié au milieu d'une esplanade sacrée sur une terrasse de 64 050 m2 —  l'esplanade elle-même mesurant 205 m sur 210 m, soit environ 43 050 m2  —. À son tour, un téménos s'inscrit au sein de l'esplanade et pourvu d'une superficie d'environ 4 ha, soit 40 000 m2. La vaste place sacrée est encadrée de murs de pierre ouvragés formant une enceinte. Cette dernière est agrémentée de petites colonnes, l'ensemble clos possédant une hauteur d'environ 15 m. L'enceinte est par ailleurs munie d'un porche monumental, proposant une typologie architecturale octostyle, et faisant également office de porte d'accès au téménos. 

Celui-ci est, quant à lui, ceint sur chacun de ses côtés de portiques constitués de deux rangs de colonnes. En outre, l'entrée principale de cette seconde enceinte est sise sur la façade occidentale de celle-ci — seul le côté ouest est muni d'une unique rangée de colonnes —. Ledit accès, ou vestibule, apparaît sous la forme d'un propylée, et se présente adorné de sculptures.

À l'instar de la Grande Colonnade de la cité antique de Palmyre, il est à noter que chaque colonne formant la deuxième muraille, est pourvue d'une console censée accueillir une statue à l'effigie d'un citoyen palmyréen ayant accompli des actes et/ou devoirs militaires, politiques ou commerciaux particulièrement remarquables.

Enfin, on peut remarquer que l'ensemble architectural cultuel surmonte un promontoire pierreux — ou tell —.

### Le plan au sol du Temple
L'organisation architecturale au sol du temple est marquée par une nette influence des plans d'emplacements rituels et/ou traditionnels du levant ; c'est-à-dire que la mise en adéquation des structures votives et du culte auxquels sont dédiées lesdites structures, demeure typiquement proche-orientale. À ce titre, il est notable d'observer l'orientation à 90° de l'aire cultuelle par rapport aux autels ainsi qu'à l'ouverture d'accès du sanctuaire.

### La cour interne
Le style de la structure externe du sanctuaire proprement dit, se caractérise par un emprunt indéniable à une architecture de type gréco-romaine. Il est par exemple possible de mettre en évidence ne serait-ce que la frise d'ornementation ouvragée sise en surplomb du portique, lequel constitue la façade de l'édifice cultuel. La frise, à l'instar de maints autres éléments du temple, est de toute évidence attribuable à l'ordre architectural corinthien.
Le temple s'inscrit au sein d'une place délimitée, celle-ci se présente sous la forme d'un carré. Cette dernière est surmontée d'un portique — celui-ci apparaît tel une rangée de colonnes, à l'image des autres structures votives de Palmyre — qui entoure le bâtiment principal. Les colonnes formant le portique interne sont de style corinthien et munies de chapiteaux à corbeille ouvragés en bronze.

Le bâtiment central s'élève sur une série de plateformes à degré, dont la structure incorpore les fondations de ce dernier. Le stylobate — c'est-à-dire le plus haut degré de la série de plateformes — mesure 55 m de longueur, sur une largeur d'environ 30 m.
Le bâtiment central est encadré de deux autels, dont l'un serait probablement destiné aux sacrifices des animaux — venant ainsi compléter une déclinaison ou une pente, consacrée à l'acheminement de ces derniers —, le second semble plutôt destiné aux rituels de « purification religieuse ».

### La cella

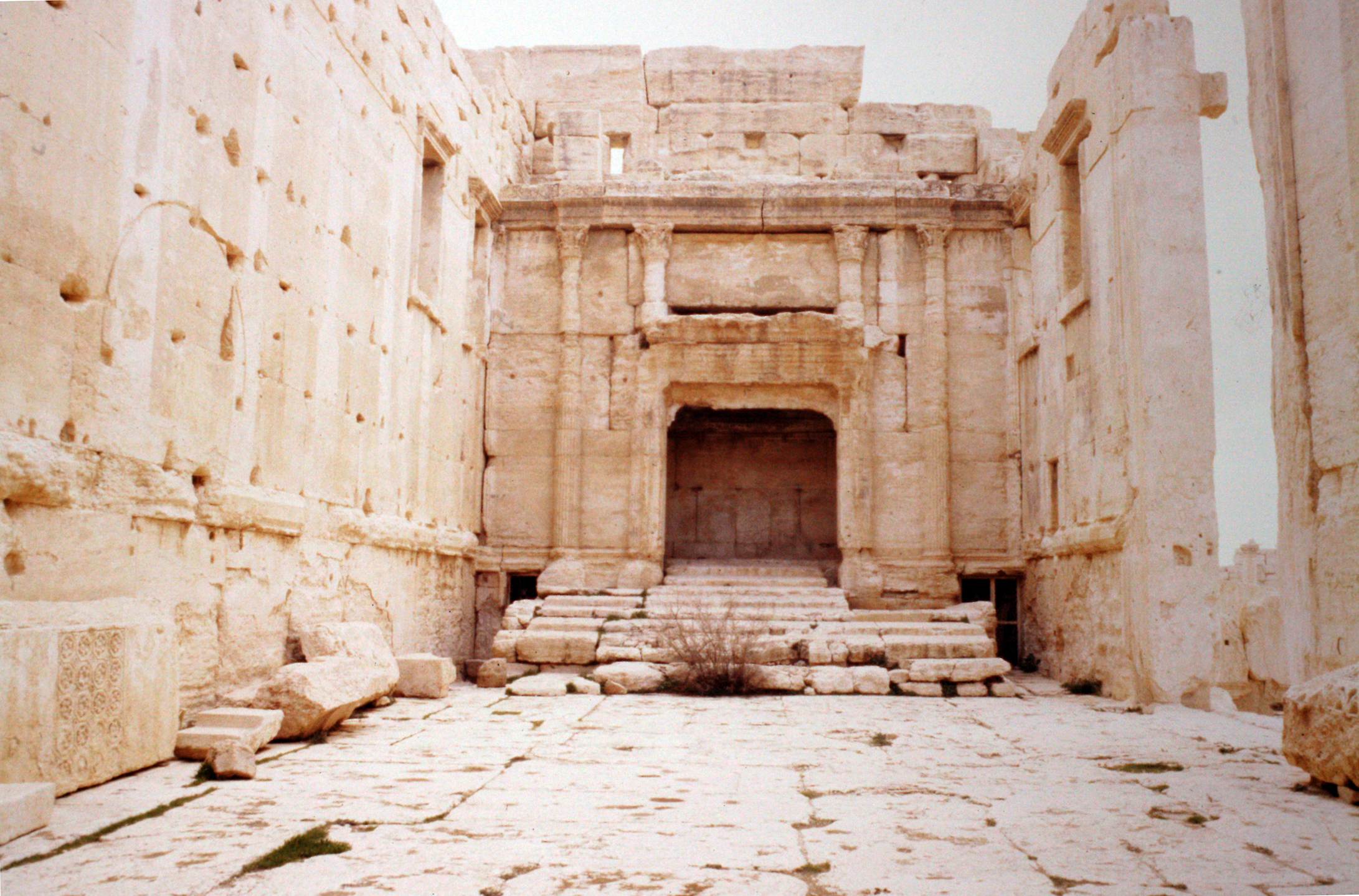
Thalamos méridional de la cella.

La cella — autrement signifié, l'édifice cultuel clos proprement dit, et abritant la statue votive —, se présente sous la forme d'un parallélépipède parfait ouvert par une porte monumentale sur la façade Est et éclairée par deux rangées de fenêtres rectangulaires moulurées à frontons ; elle présente les dimensions suivantes :
- 14 m de hauteur ;
- 39,45 m de longueur ;
- 13,84 m de profondeur[4],[9].

En outre, — et à l'instar de la plupart des temples babyloniens —, la cella est pourvue de plusieurs escaliers permettant d'accéder à la terrasse supérieure et insérés dans les thalamoi de part et d'autre des emplacements supposés des statues : un carré et un hélicoïdal dans le thalamos Sud et un rectangulaire dans l'angle du thalamos Nord. Une inscription antique gravée au cœur de la salle sainte, fournit l'indice sans équivoque que le naos abriterait trois statues figurant trois empereurs romains, lesquels seraient probablement Tibère, Germanicus et Drusus ; suggérant ainsi la prédisposition du temple à souligner une influence et/ou une mainmise d'origine romaine.

Nonobstant les diverses ornementations, frises et sculptures statuaires de typologie architecturale proche-orientale qui agrémentent l'aire intérieure de la cella, il est remarquable que cette dernière soit dotée de deux thalamoi (sorte d'adyton) distincts encadrant le naos central, ce qui induit une seconde caractéristique empruntée à la conception d'édification du levant,.
- Le premier thalamos — qui donne thalamoi, au pluriel — s'octroie la partie dite nord de la cella, en amont du naos — le naos est une salle sainte centrale constituant la zone principale d'un temple, pour une église, l'équivalent en serait le chœur —. Celui-ci se présente sous forme d'un triple renfoncement, destiné à accueillir trois statues votives. Incidemment, celui-ci est dédié à la triade divine palmyréenne — c'est-à-dire Iarhibôl, Aglibôl et Baalshamin[9]. Par ailleurs, l'adyton nord, est pourvu d'une dôme absidial monolithique le surmontant, ouvragé de sept iconographies planétaires, lesquelles sont entourées d'ornementations zodiacales[9].

Malgré l'indéniable attribution du thalamos à une vocation cultuelle proche-orientale, on peut remarquer des sculptures et/ou statuaires à l'effigie de divinités gréco-romaines, venant ceindre la triade divine palmyréenne.
- Le second thalamos parachève quant à lui la partie sud de la cella, le plaçant ainsi en aval du naos. À la différence de son homologue nord, le thalamos sud semble très probablement consacré à un ou des culte(s) purement gréco-romain(s). Ce dernier est surplombé d'une rosace directement incorporée au plafond. En outre, l'adyton méridional est agrémenté de deux escaliers, sis de part et d'autre, et permettant d'accéder au toit de la cella[9].

Significativement, on note que des genres de fortifications symboliques en forme de merlons agrémentent la partie sommitale de la cella. Ceux-ci sont incorporés au niveau périphérique du plafond et couronnent également le toit de la cella,. Sur ce point, on a également pu déterminer une origine et/influence stylistique proche-orientale et, plus précisément, assignable à une architecture de type assyrien.

Des analyses palynologiques ont conclu à une présence d'encens sur le toit-terrasse; ce qui suggérerait que l'on y pratiquerait un rituel de purification. D'autre part, et sur cette même partie de la cella, des études taphonomiques ont mis en évidence d'infimes dépôts de provenance animale, ce qui confirmerait que l'on s'adonnait également à des rites sacrificiels.
Par ses détails stylistiques et architecturaux et ses fonctionnalités rituelles, le bâtiment sacré que représente la cella, participe de la forme d'hybridation culturelle subséquente aux canons gréco-romains d'une part et à ceux appartenant au Levant d'autre part,,.

### La colonnade diptérale
Une colonnade encercle la cella dont huit colonnes finement cannelées subsistaient avant la destruction. D'une hauteur de 15,81 m, elle est interrompue par une porte monumentale à l'Est qui précède l'entrée du sanctuaire et qui n'est pas centrée mais légèrement déportée vers un angle de l’édifice. Cette particularité architecturale est sans équivalent dans l'art du Proche-Orient antique. D'autre part, une abondance de merlons ou créneaux viennent surmonter le toit de la rangée de colonnes. Les chapiteaux corinthiens en bronze doré qui ornaient les colonnes ont tous disparu mais des trous de fixations visibles sur les blocs de maintien démontrent une ornementation en placage.

### Les semi-colonnes extérieures
À l'extérieur de la cella, et se produisant à chaque extrémités de celle-ci, on distingue deux colonnes semi-engagées d'ordre ionique tandis que les angles s'adoucissent par les pilastres doriques. Ils rythment ainsi les façades aveugles de la cella de manière originale et propre aux canons proche-orientaux.

## Illustrations

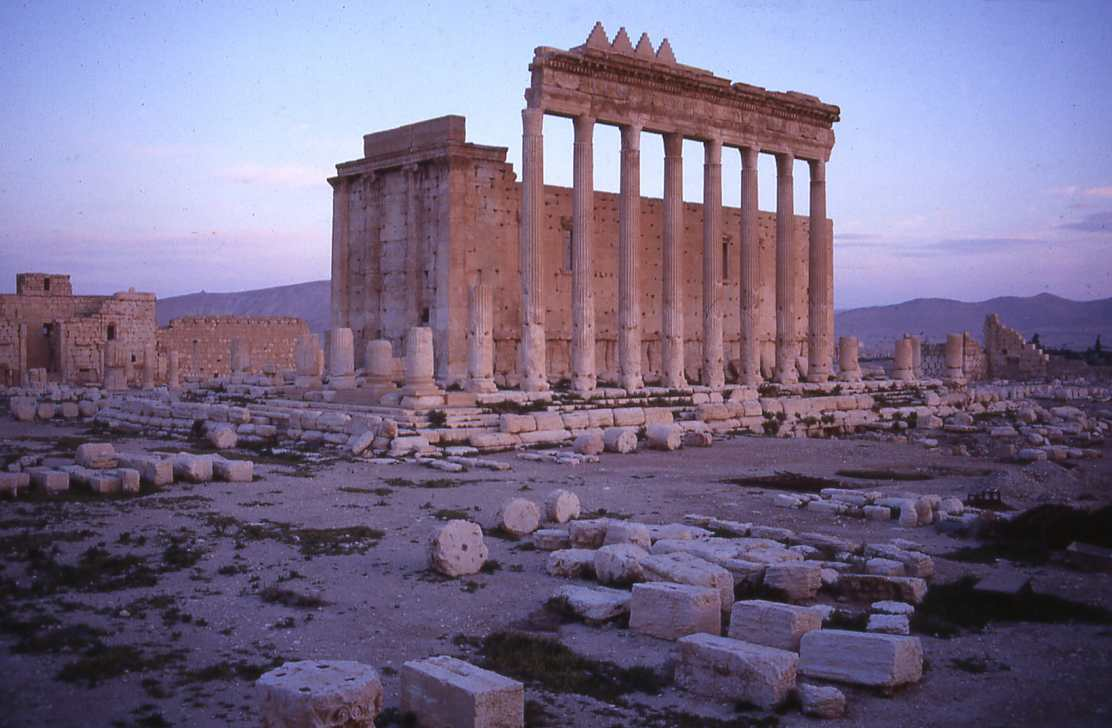
Vue du temple.
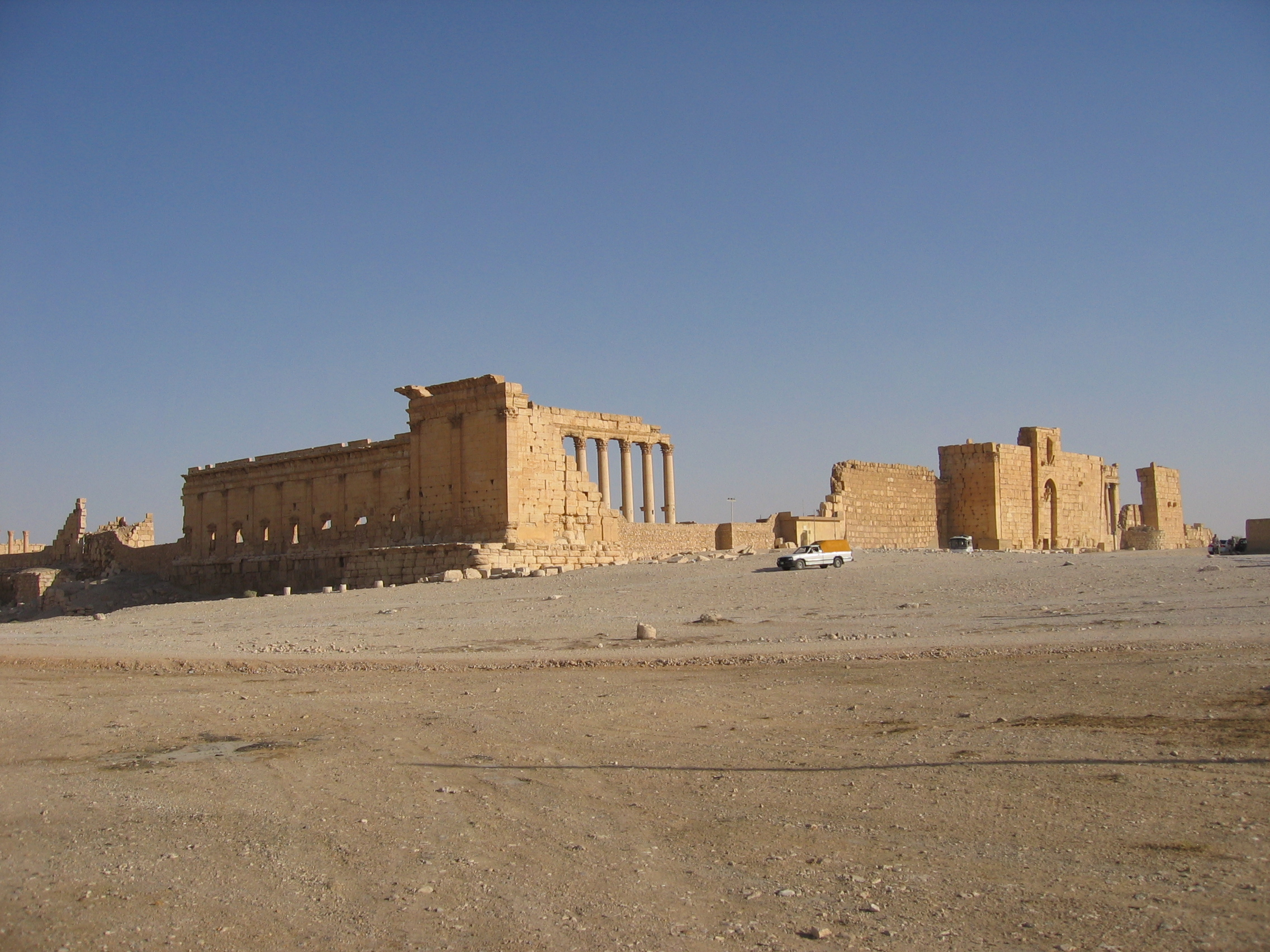
Vue du temple fortifié.
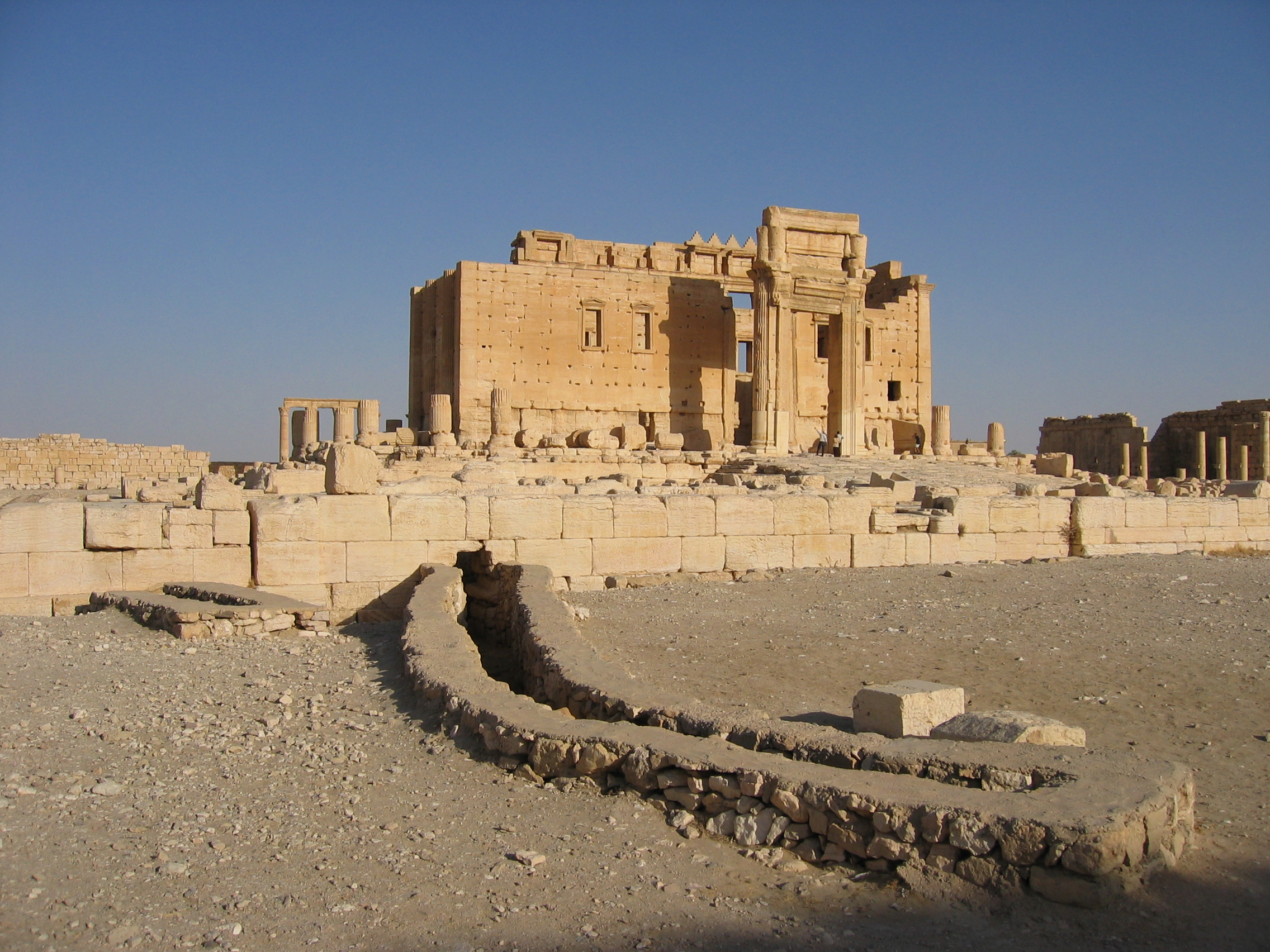
Vue extérieure.
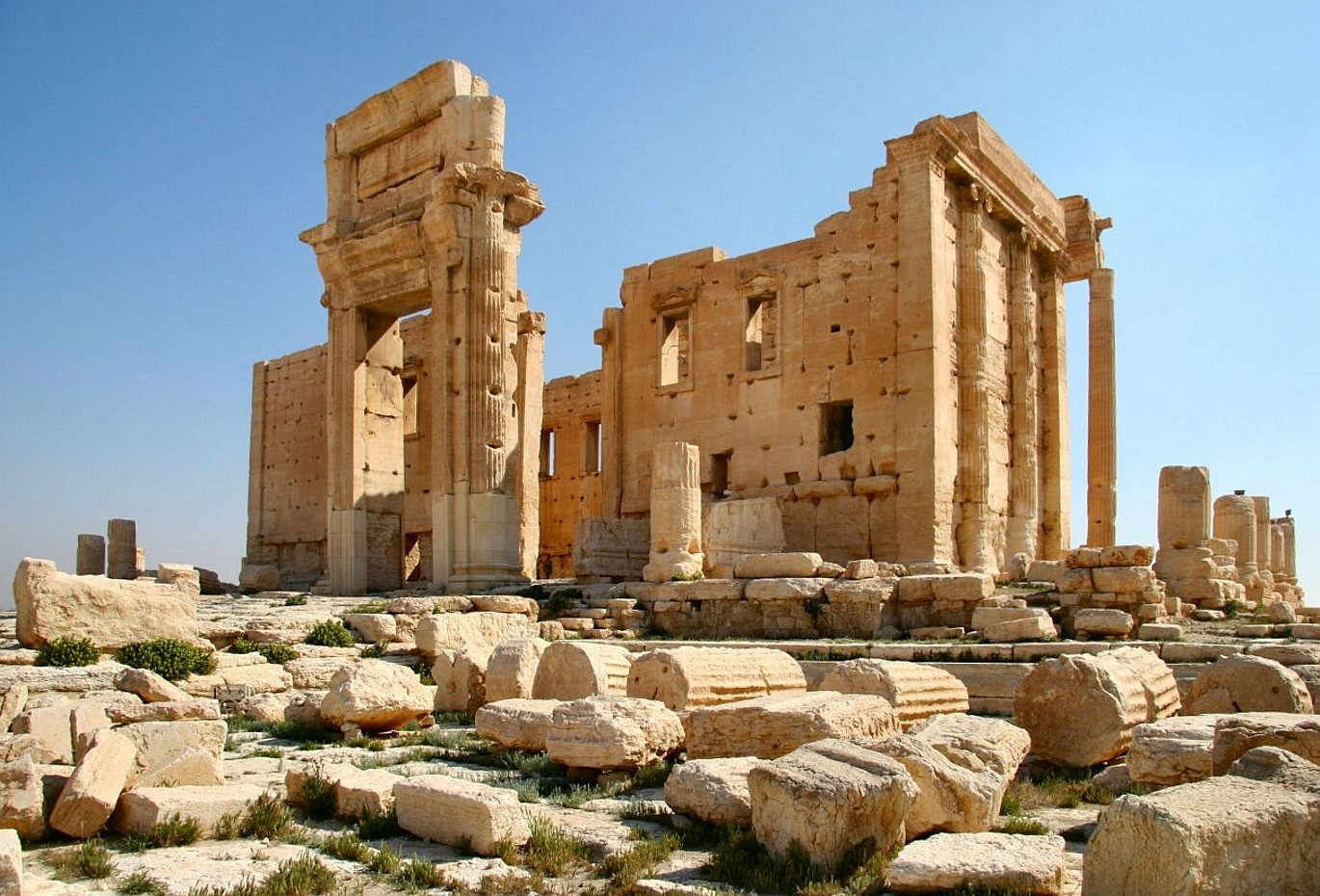
Vue du désert.
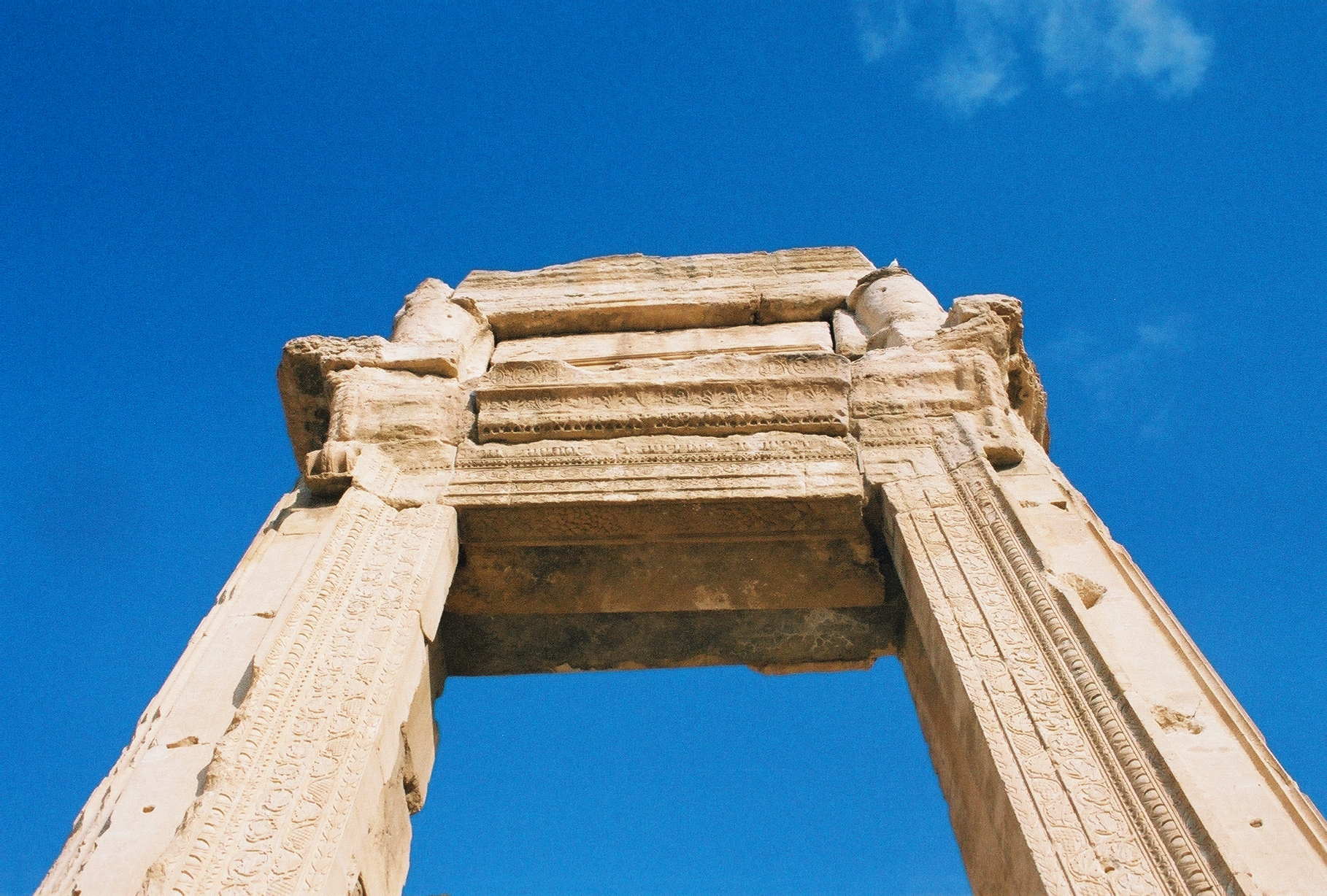
Vue de la porte monumentale en 2005.
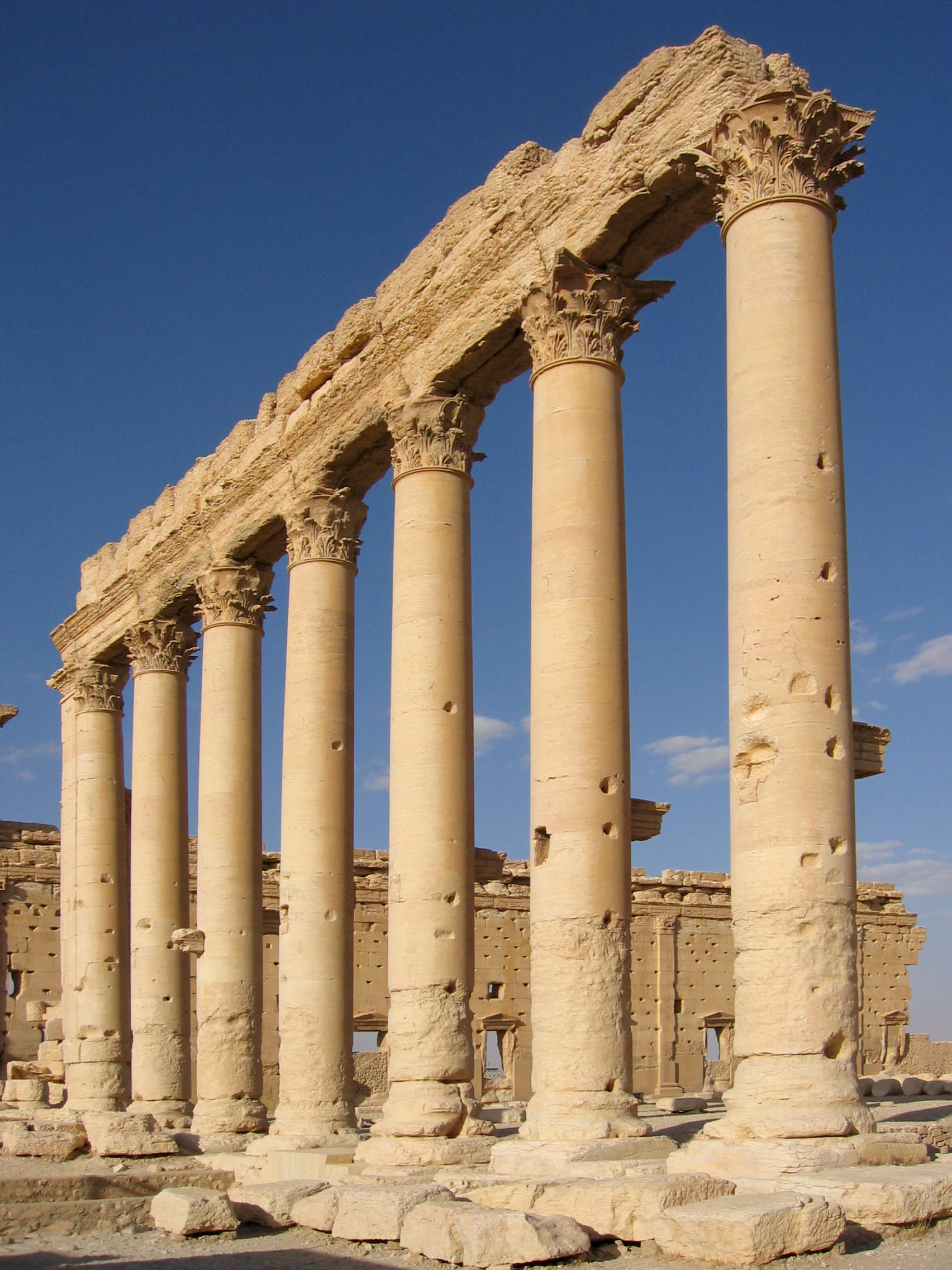
Colonnes du portique d'entrée.
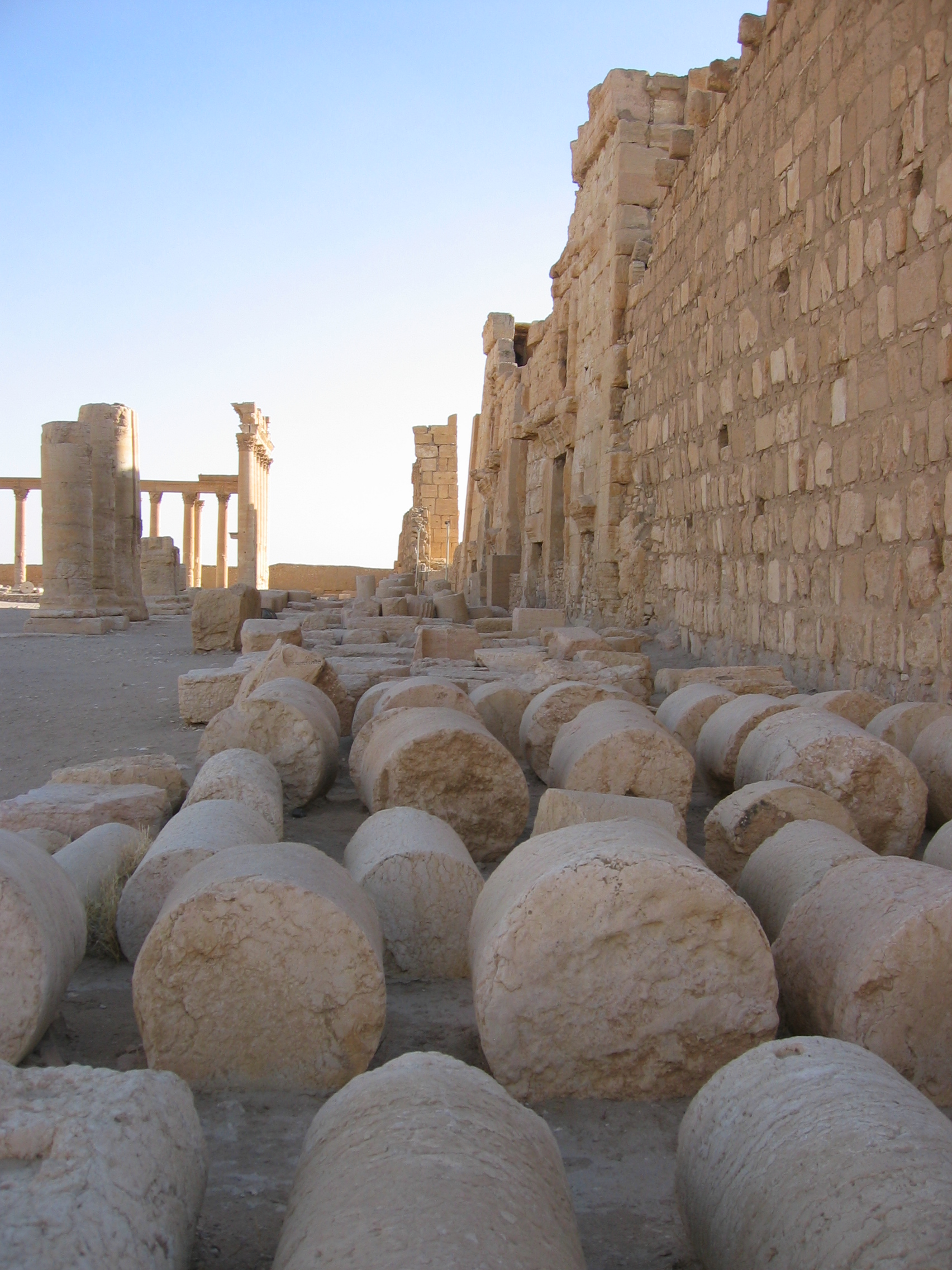
Ruines de portiques.
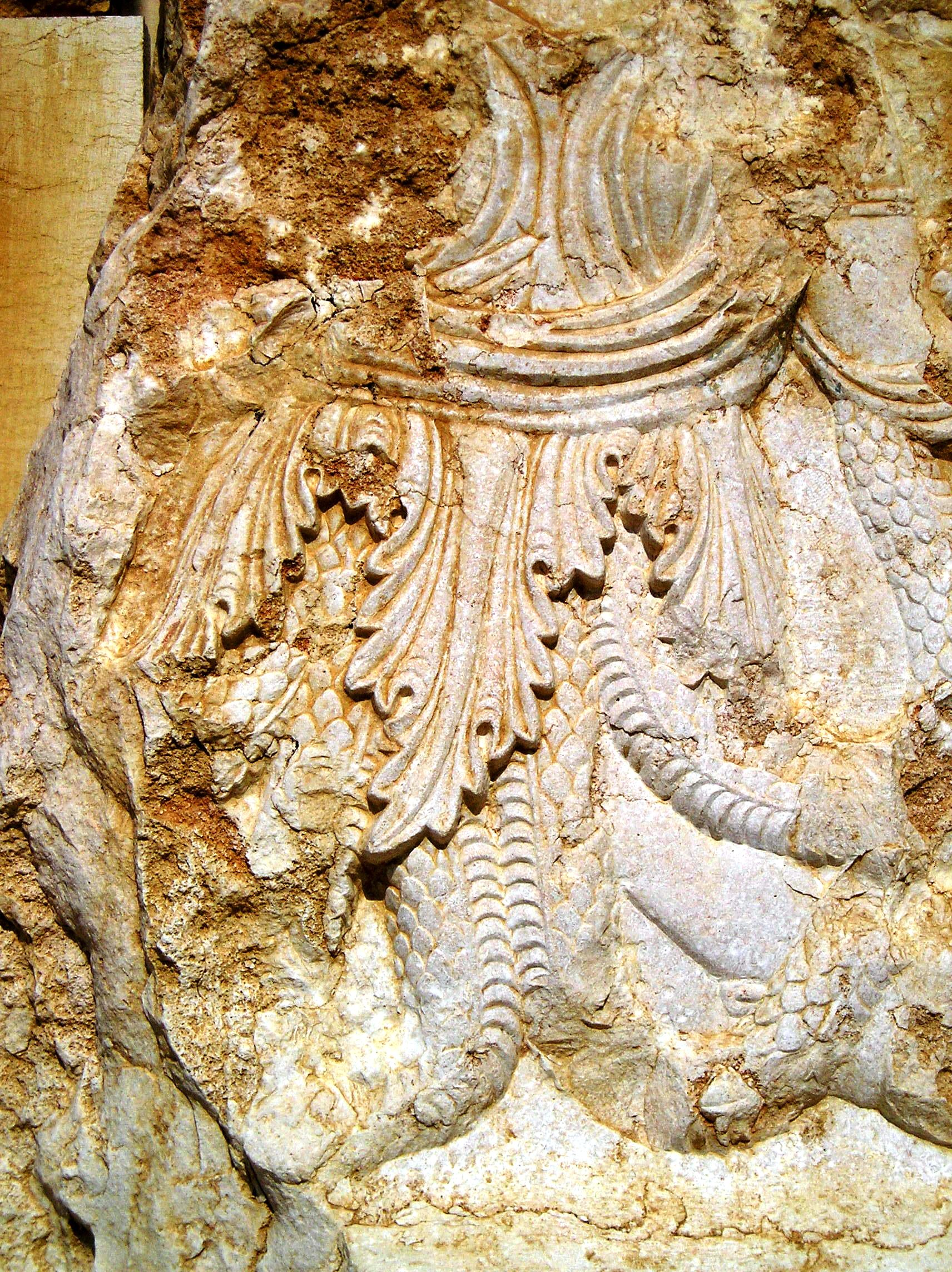
Détail d'une sculpture ornant le temple de Bêl.
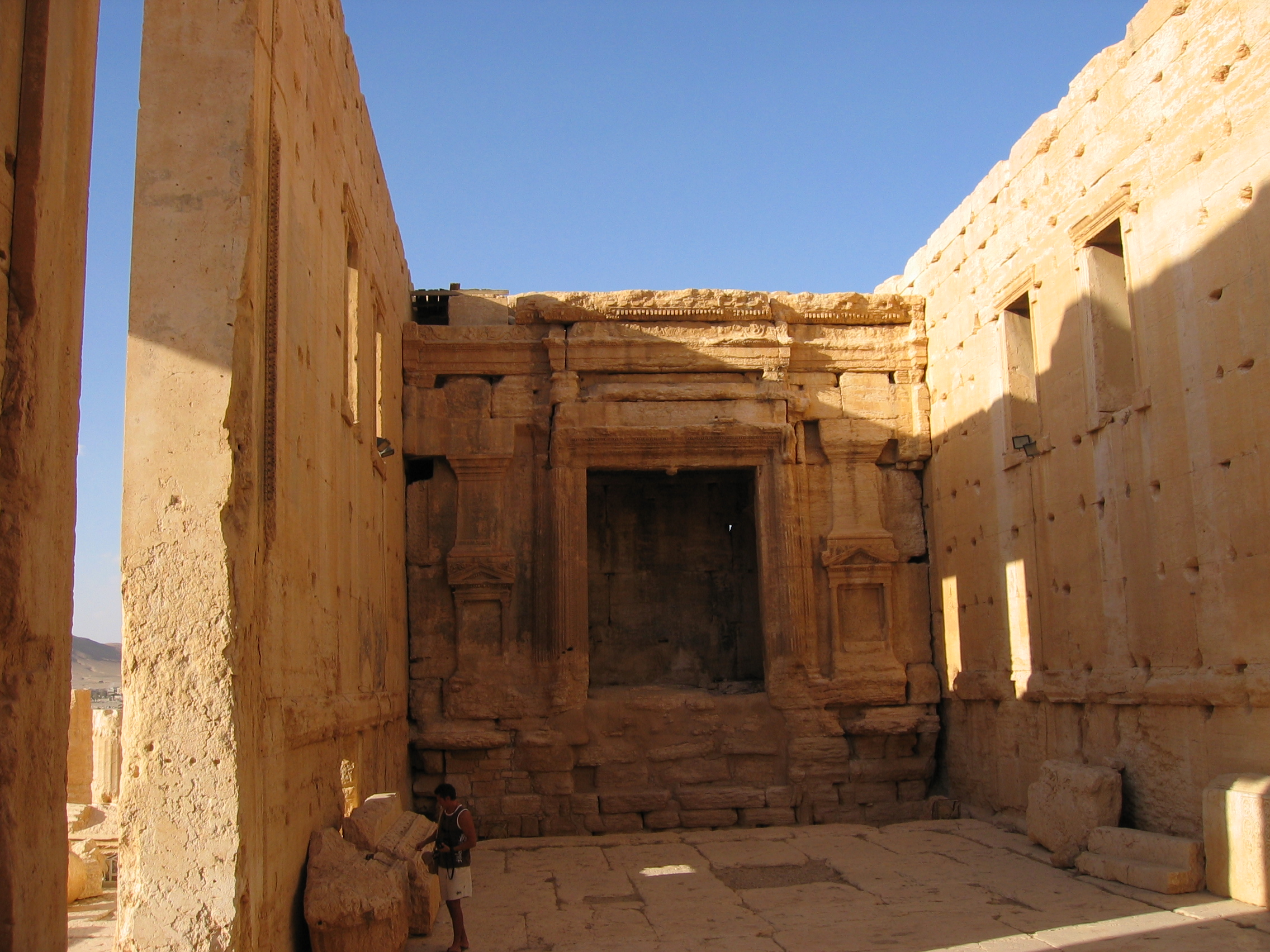
Intérieur et vue sur le thalamos nord.
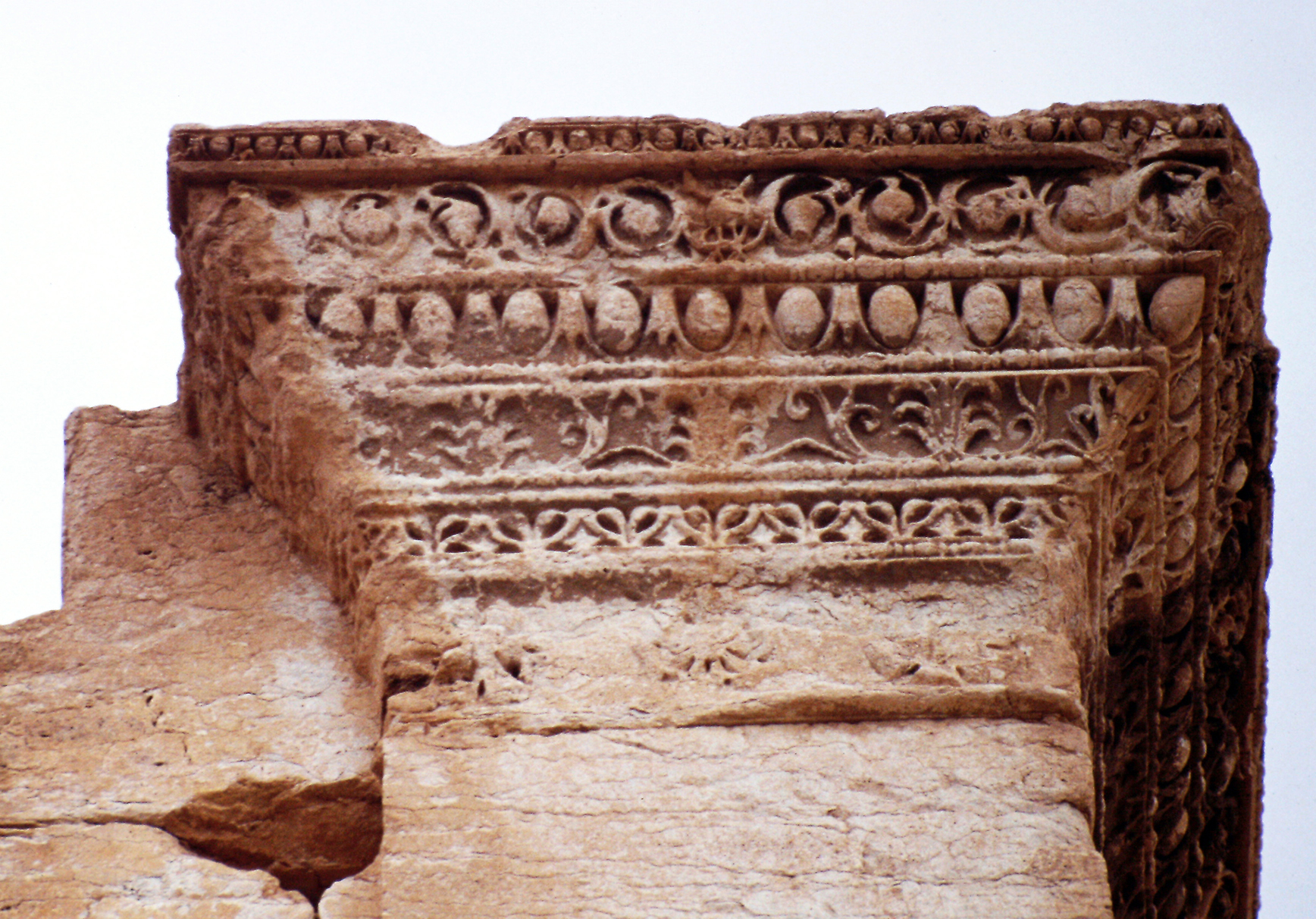
Détail du chapiteau sculpté et ornementé de l'un des pilastres du Temple de Bêl, à Palmyre; dans une ornementation orientale typique de la région.
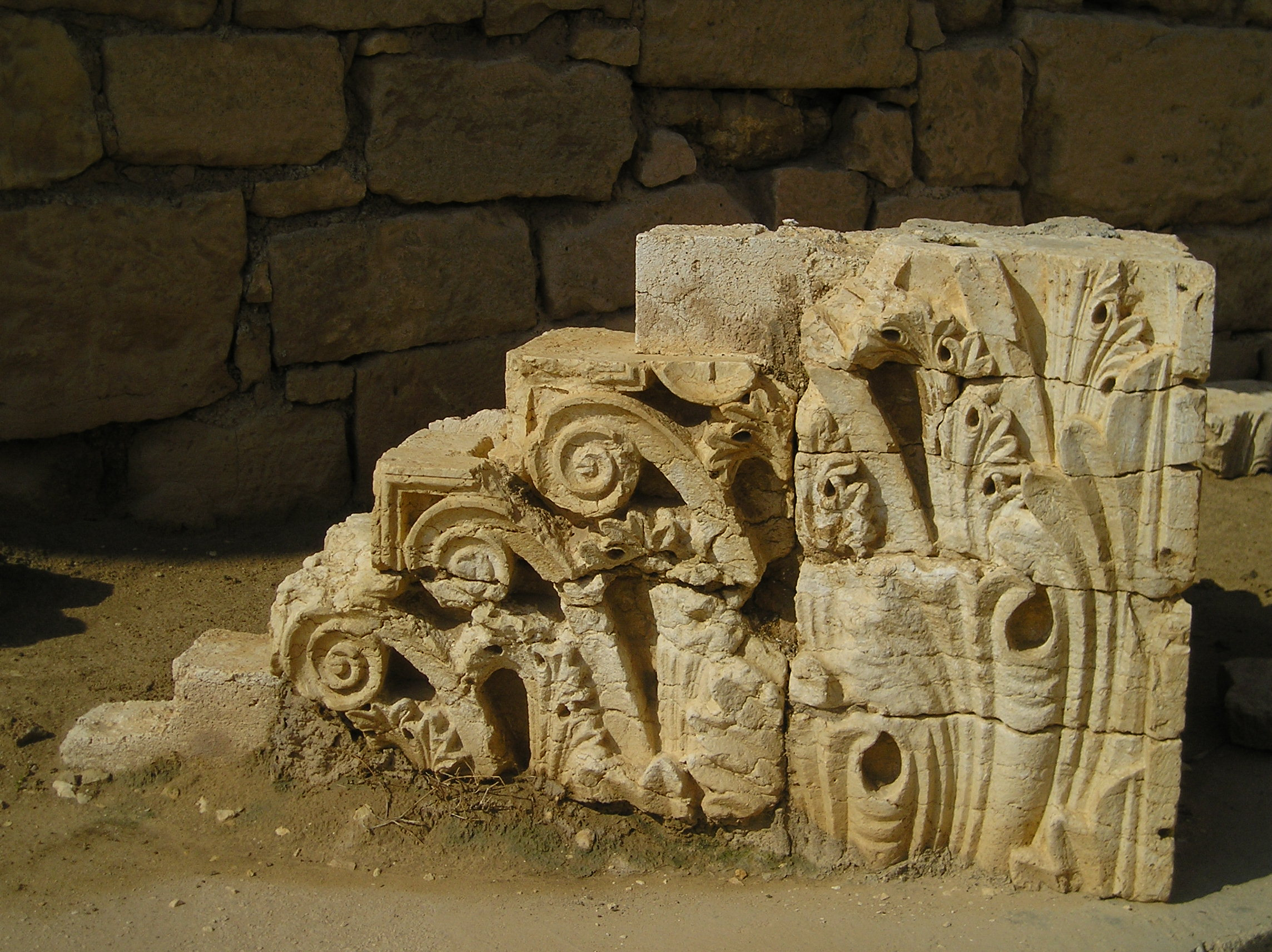
Relief d'angle à décor végétal d'une des tours sommitales de la terrasse du temple.
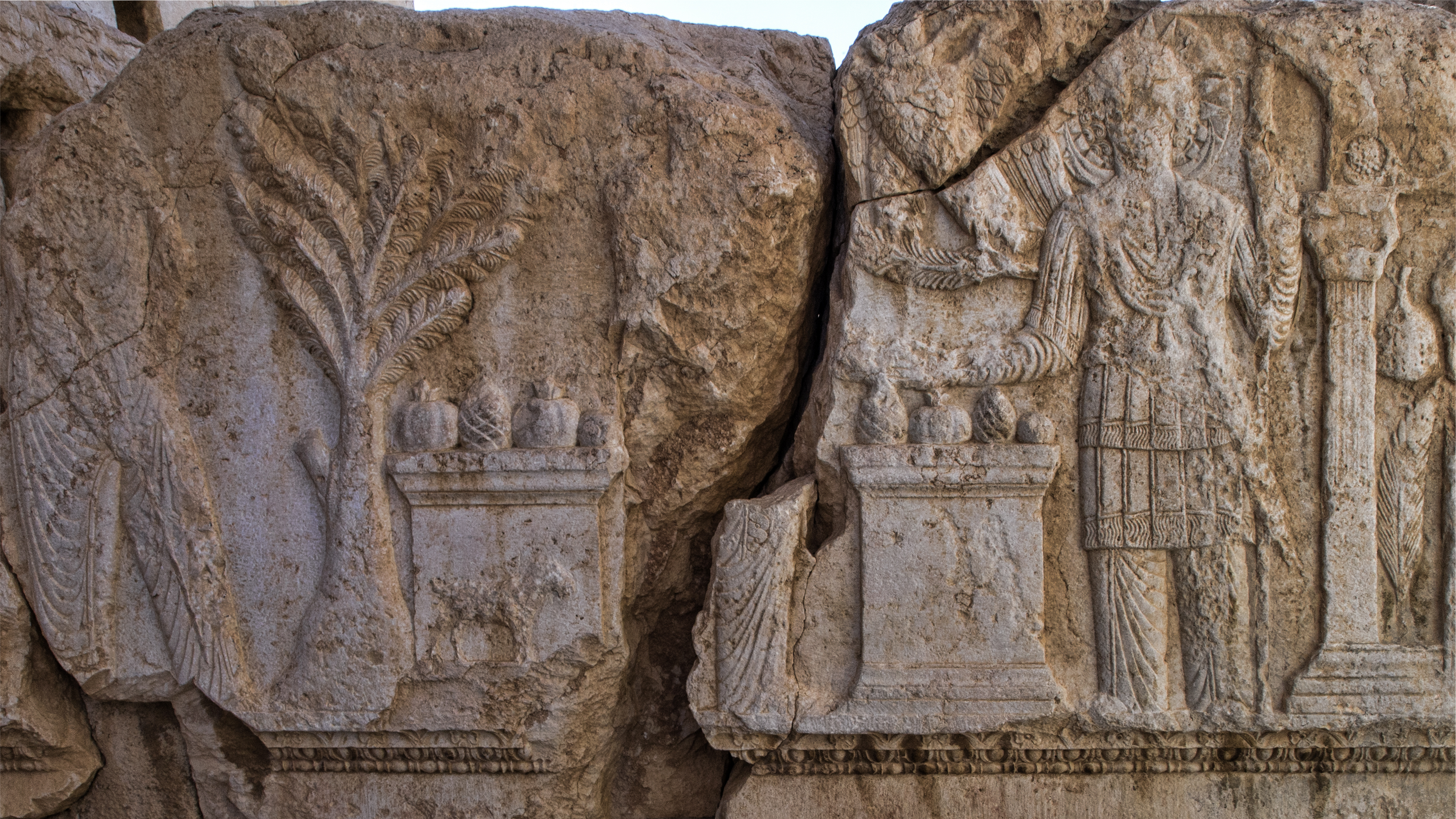
Fragments d'une frise d'ornementation de style proche-oriental dotant le Temple de Bêl, à Palmyre.
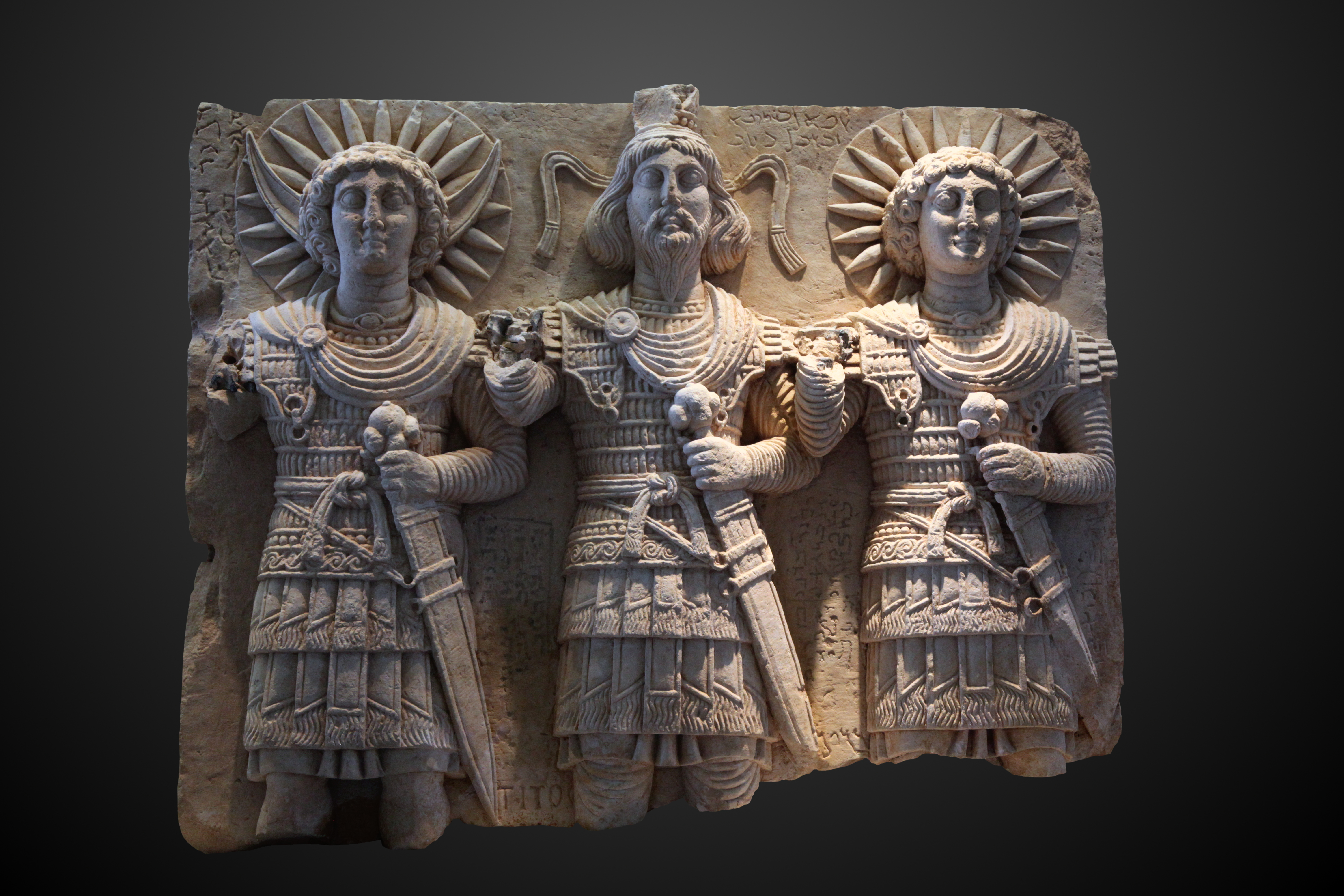
relief figurant la Triade palmyrénienne: Iarhibôl, Baalshamin et Aglibôl et conservée au musée du Louvre
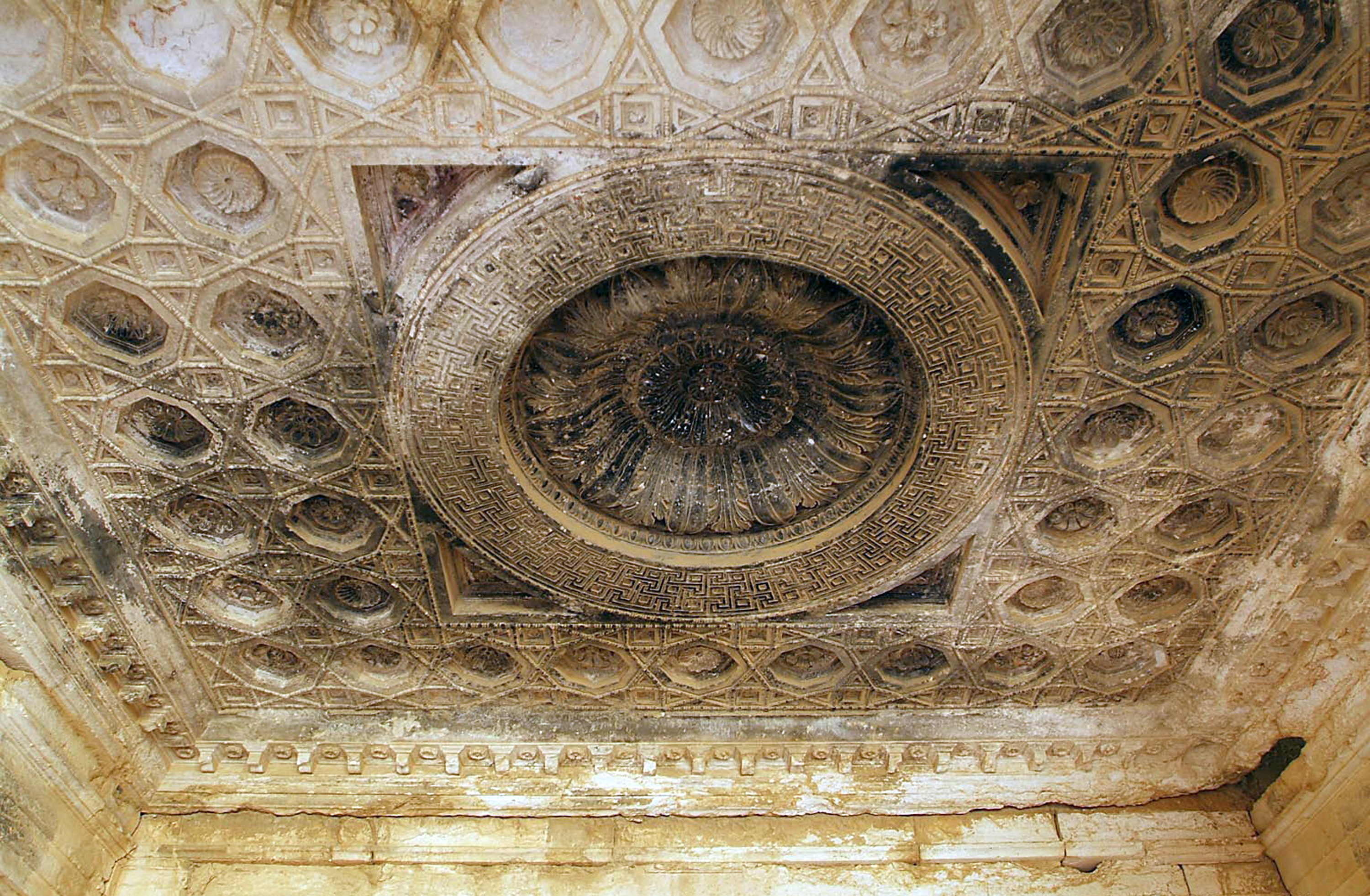
Rosace surplombant le thalamos sud de la cella du temple de Bêl, à Palmyre.

## Bilan thématique autour du Temple de Bêl
Le temple de Bêl se présente comme une œuvre architecturale majeure indéniable de ce début du Ier millénaire. Cet édifice rassemble à lui seul la monumentalité, la nature noble du site palmyréen et la richesse dont est pourvue la ville antique,.

En outre, et à l'image du site urbain auquel il appartient, le bâtiment antique cultuel propose une architecture bigarrée tout à fait remarquable. Factuellement, cette dernière trouve ses influences dans le style gréco-romain, mais également dans la stylistique typiquement proche-orientale autochtone, et en outre l'architecture perse, mettant ainsi en relief le statut de confluent politique et commercial de cette ville antique,.

Cet édifice cultuel, remarquable au regard de son architecture, de sa palette d'ornementations et des détails de ses sculptures, constituait avant sa destruction un héritage patrimonial inestimable du Proche-Orient antique. Inscrit au patrimoine mondial en 1980 puis déclaré « site en péril » en 2013 par l'UNESCO, il est détruit à l'explosif le 30 août par l'État islamique. Cette destruction est confirmée le 31 août par l’Institut des Nations unies pour la formation et la recherche, l'UNITAR. Cette confirmation s'est faite, comme pour la confirmation de la destruction du temple de Baalshamin, par comparaison d'images satellitaires,.
Selon Michel Al-Maqdissi, ancien responsable des fouilles et des études archéologiques de Syrie de 2000 à 2012, la reconstruction des temples de Baalshamin et de Bêl serait impossible, les pierres ayant totalement explosé . Les premières images du site invalident cette crainte car les blocs sont majoritairement préservés.